# Bernhard von Langenbeck
Bernhard Rudolf Konrad von Langenbeck (født 9. november 1810, død 29. september 1887) var en tysk kirurg og generallæge.
Bernhard von Langenbeck studerede medicin i Göttingen og fik 1835 doktorgraden på en afhandling om nethindens indre struktur. I 1842 blev han professor i kirurgi ved universitetet i Kiel, som på det tidspunkt endnu var dansk. I 1848 kom han til Charité-hospitalet i Berlin hvor han var chef og professor til 1882. I hans tid blev Charité´en europæisk centrum for kirurgiens udvikling. Blandt hans elever var nogle af kirurgiens senere store navne som Theodor Billroth, Friedrich von Esmarch og Friedrich Trendelenburg.
I den 1. slesvigske krig 1848 – 50 fungerede Langenbeck i to perioder som generallæge i den slesvig-holstenske hær. I den 2. slesvigske krig 1864 og i den preussisk-østrigske krig 1866 var han generallæge i den preussiske hær.
Langenbeck grundlagde et tidsskrift for kirurgi, som nu videreføres i USA under navnet Langenbecks Archives of Surgery.
Langenbeck udviklede en række kirurgiske instrumenter, som fortsat er i brug. En lang, bred og stump sårhage med retvinklet bøjet blad kaldes endnu for "en langenbeck".